# Buick LaCrosse

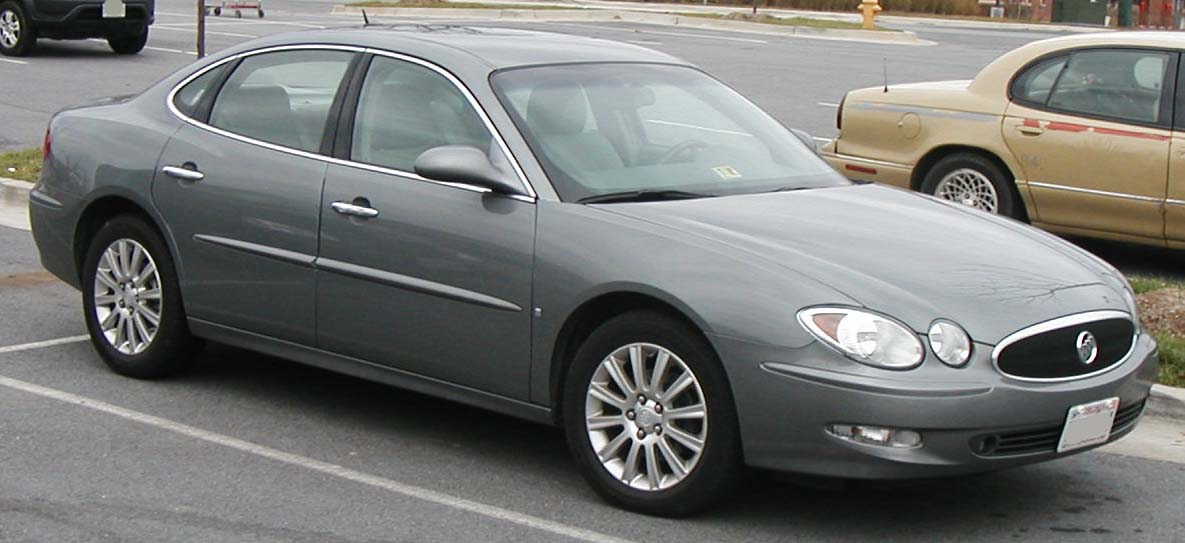
Buick LaCrosse del 2005-2007

El Buick LaCrosse és un cotxe de tipus mid-size fabricat per Buick, una divisió de GM, i comercialitzat a finals del 2004 com a model del 2005. Només disponible amb una carrosseria sedan de 4 portes, substitueix al Buick Century i al Buick Regal. El LaCrosse es fabrica a Oshawa, Ontario, Canadà.

## Primera generació (2005-)

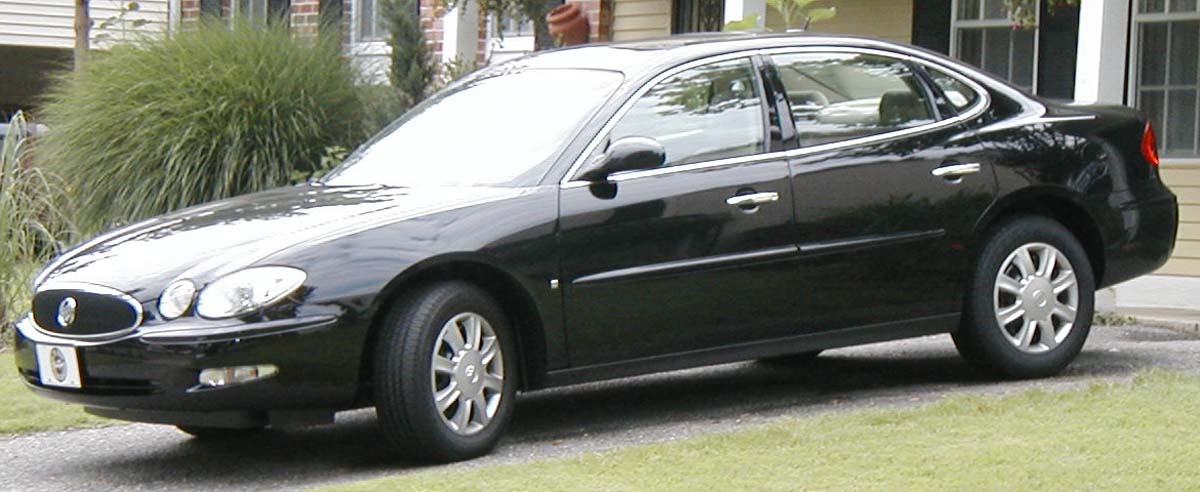
Buick LaCrosse del 2005-2006

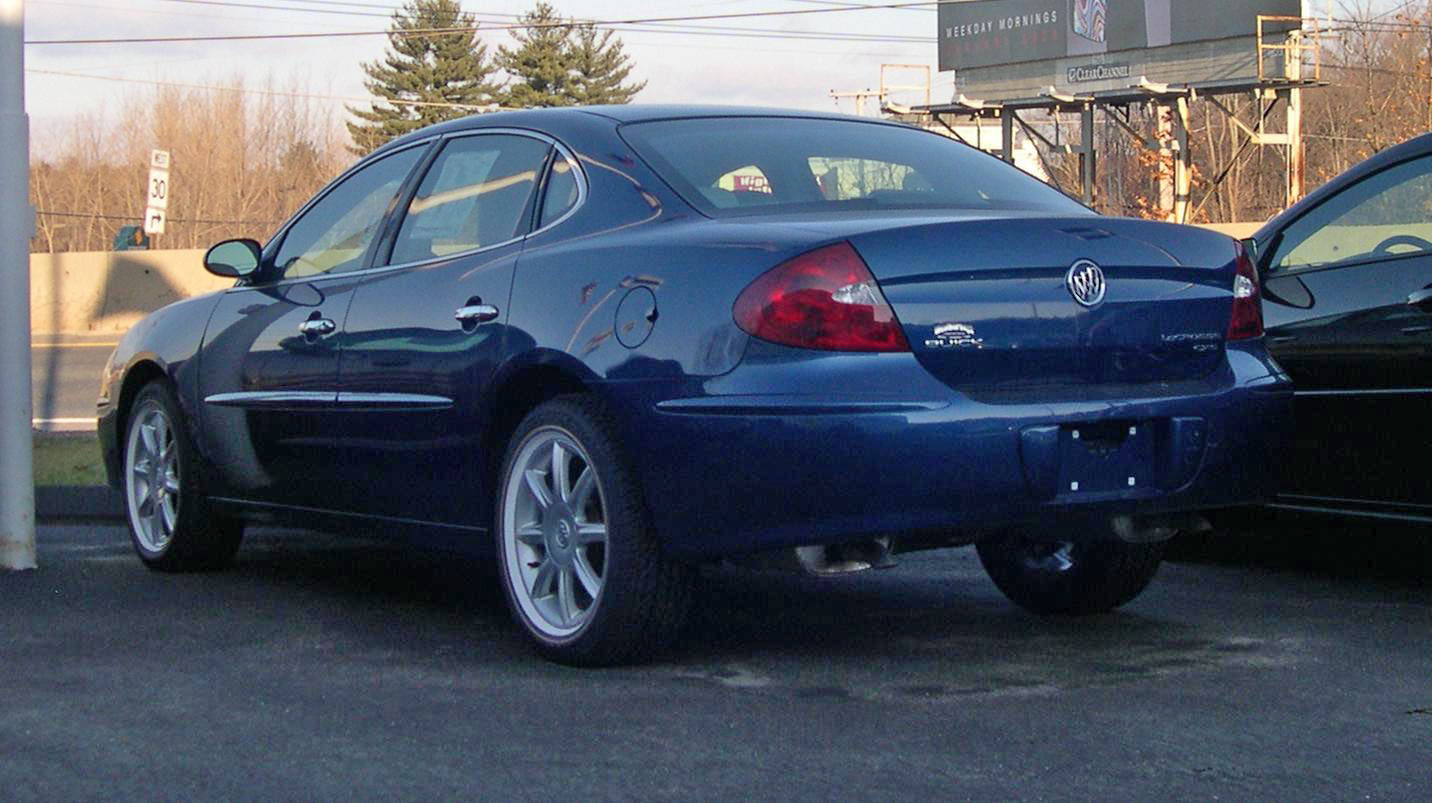
Buick LaCrosse del 2006

El LaCrosse va aparèixer a finals del 2004 com a model del 2005 amb la intenció de substituir al popular Buick Century i a l'esportiu Buick Regal amb un únic cotxe. Fabricat sota el xassís W de GM, conegut com a MS2000, el LaCrosse pot elegir-se amb 2 opcions mecàniques i una caixa de canvis: Un 3.8L 3800 V6 Sèrie III, un 3.6L HFV6 i la transmissió automàtica de 4 velocitats 4T65-E.
Mides del LaCrosse:
Batalla (Wheelbase): 2,805 m (110.5 in)
Llargada (Length): 5,030 m (198.1 in)
Amplada (Width): 1,855 m (73.0 in)
Alçada (Height): 1,460 m (57.4 in)
Pes (Curb weight): 1607–1641 kg (3495-3568 lbs)
Capacitat del dipòsit: 64 l (17 galons EUA)
Seguretat
El IIHS atorga al Buick LaCrosse models 2005-2007 amb la qualificació de "good" en les proves de xoc frontal. En canvi, va obtenir la qualificació de "marginal" en les proves de xoc lateral.

## Buick Allure
A Canadà, el Buick LaCrosse es ven com a Buick Allure al Canadà. Normalment, respon a motius purament comercials o d'imatge de marca, però en el cas del LaCrosse no. Aquest nom prové d'un concept car de Buick l'any 2000, i també el nom LaCrosse com a referència al lacrosse, un esport popular entre els joves malgrat els productes de Buick van dirigits a un altre mercat. També, la crosse significa masturbació o engany en l'argot del francès del Quebec.

## Paquets d'equipament
- CX: Paquet base, amb el 3.8L 3800 V6 Sèrie III de 200 cv
- CXL: Paquet base amb més equipament, amb el 3.8L 3800 V6 Sèrie III de 200 cv
- CXS: Paquet luxe/esportiu, amb el 3.6L HFV6 de 240 cv
- Super: Paquet esportiu d'altes prestacions, amb el 5.3L small-block V8 amb Active Fuel Management de 300 cv.[6]

## Premis i reconeixements
- El Buick LaCrosse està dins de la Green Collection de Hertz Rent A Car.
- Consumer Reports li atorga el qualificatiu de Recomended en el seu Best & Worst Cars 2006.

## Shangai GM Buick LaCrosse
Shanghai GM construeix una versió del Buick LaCrosse per al mercat Xinès. Dissenyat per Shanghai GM Pan Asia Technical Automotive Center, el LaCrosse xinès està basat en una arquitectura semblant a la del Buick Nord-amèrica, però amb disseny exterior i interior i mecàniques diferents.
Motors i paquets d'equipament
- CX: Paquet base, i un motor 2.4L Ecotec LE5 VVT de 168 cv.
- CXS: Paquet base amb més equipat, i un motor 2.4L Ecotec LE5 VVT de 168 cv.
- CLX: Paquet luxe, i un motor 3.0L V6 de 176 cv amb Active Fuel Management.

Aquest LaCrosse també el fabriquen a Taiwan a partir d'una joint venture Yulon-GM.
El pròxim LaCrosse serà dissenyat a la Xina pel PATAC Pan Asia Technical Automotive Center. No és pas exagerat tenint en compte la previsió de 110.000 LaCrosse a la Xina, quan als Estats Units se'n venen 71.072 durant tot l'any 2006.